# Eldgjá
Eldgjá (pronuncia: ˈɛltˌcauː), (in lingua islandese: canyon di fuoco) è una fessura vulcanica attiva sviluppatosi in forma di canyon, situata nella parte meridionale dell'Islanda.

## Descrizione
La vallata è lunga 30 km, larga fino a 600 m e profonda fino a 150 m. Le sue dimensioni lo rendono il più grande canyon vulcanico del mondo.
Il canyon, situato tra Landmannalaugar e Kirkjubæjarklaustur, è orientato in direzione sudovest/nordest come la maggior parte delle faglie islandesi.
All'interno del canyon è presente una cascata chiamata Ófærufoss. Era caratterizzata da un arco naturale in pietra che la sovrastava. L'arco è crollato nel 1993, presumibilmente a causa delle piene conseguenti allo scioglimento dei ghiacci.
La parte settentrionale dell'Eldgjá, inclusa la cascata Ófærufoss e le aree circostanti, è stata inclusa nel Parco nazionale del Vatnajökull dal 2011.

## Storia
L'Eldgjá fu scoperto nel 1893 dal geologo Þorvalður Þoroddsen. La fossa vulcanica si formò prima del popolamento dell'Islanda, ed è accertato che si tratta di una eruzione lineare. Sembra appurato che l'unica eruzione verificatasi in tempi storici sarebbe avvenuta nel periodo della colonizzazione.
La prima eruzione documentata risalente al 939 provocò il più grande flusso basaltico registrato in tempi storici. La lava si estese su una superficie di circa 800 km², e sulla superficie terrestre si riversarono circa 18 km³ di magma.
Evidenze dendrocronologiche nell'emisfero nord indicano che l'eruzione del 939 fece sì che la successiva estate del 940 sia stata una delle più fredde degli ultimi 1500 anni. Le temperature medie estive in Europa Centrale, Scandinavia, Canada, Alaska e nell'Asia Centrale furono di circa 2 °C più basse del normale.